# 睛斑鮃
睛斑鮃為輻鰭魚綱鰈形目鰈亞目鮃科的其中一種，為熱帶海水魚，分布於西大西洋區，從加拿大至百慕達群島、巴西東南部海域，棲息深度1-110公尺，體長可達18公分，棲息在沙泥、礫石底質底層水域，以魚類、甲殼類等為食，生活習性不明，可做為食用魚及觀賞魚。

## 扩展阅读
維基物種上的相關：睛斑鮃